# Julius Fischer (Künstler)

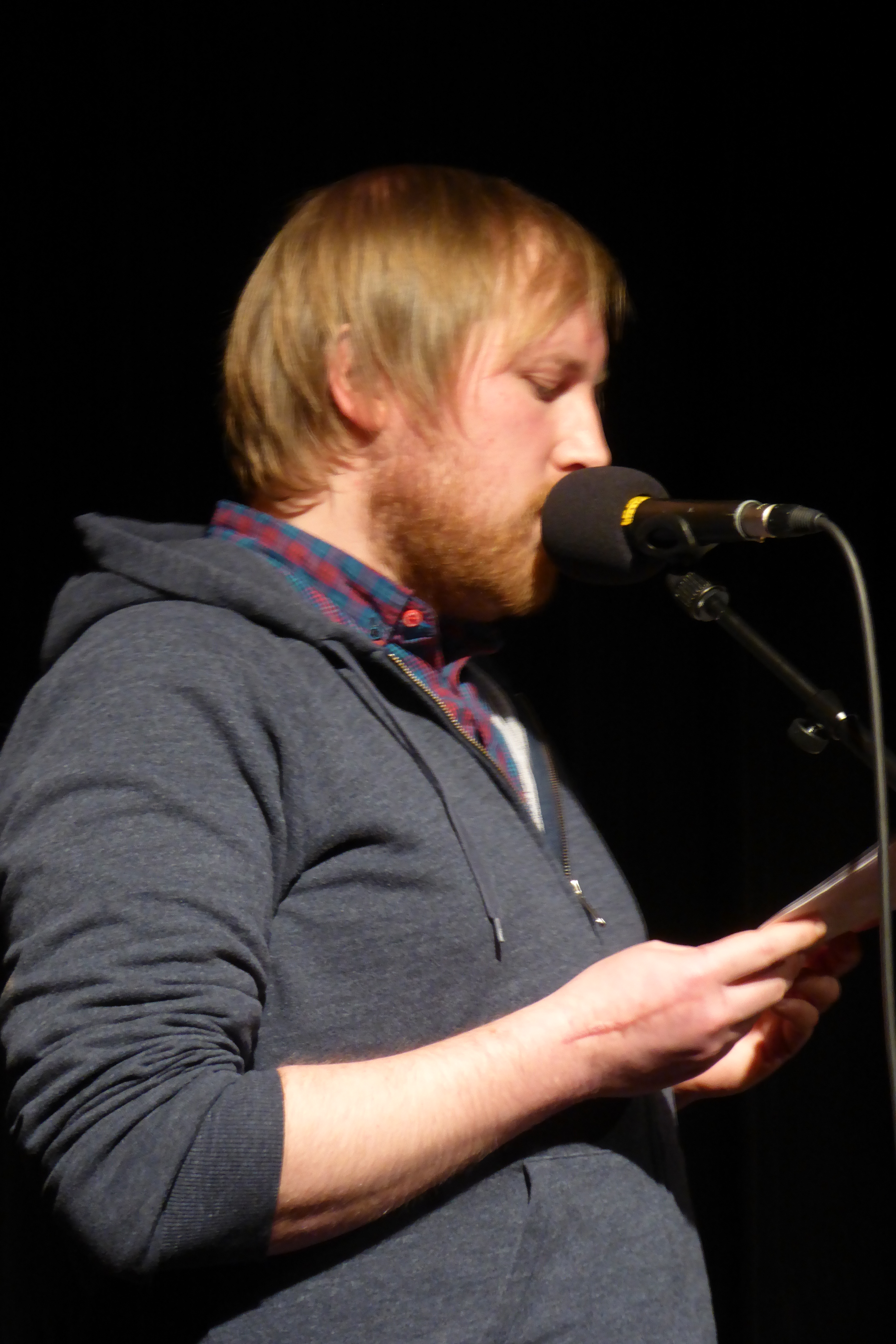
Julius Fischer (2016)

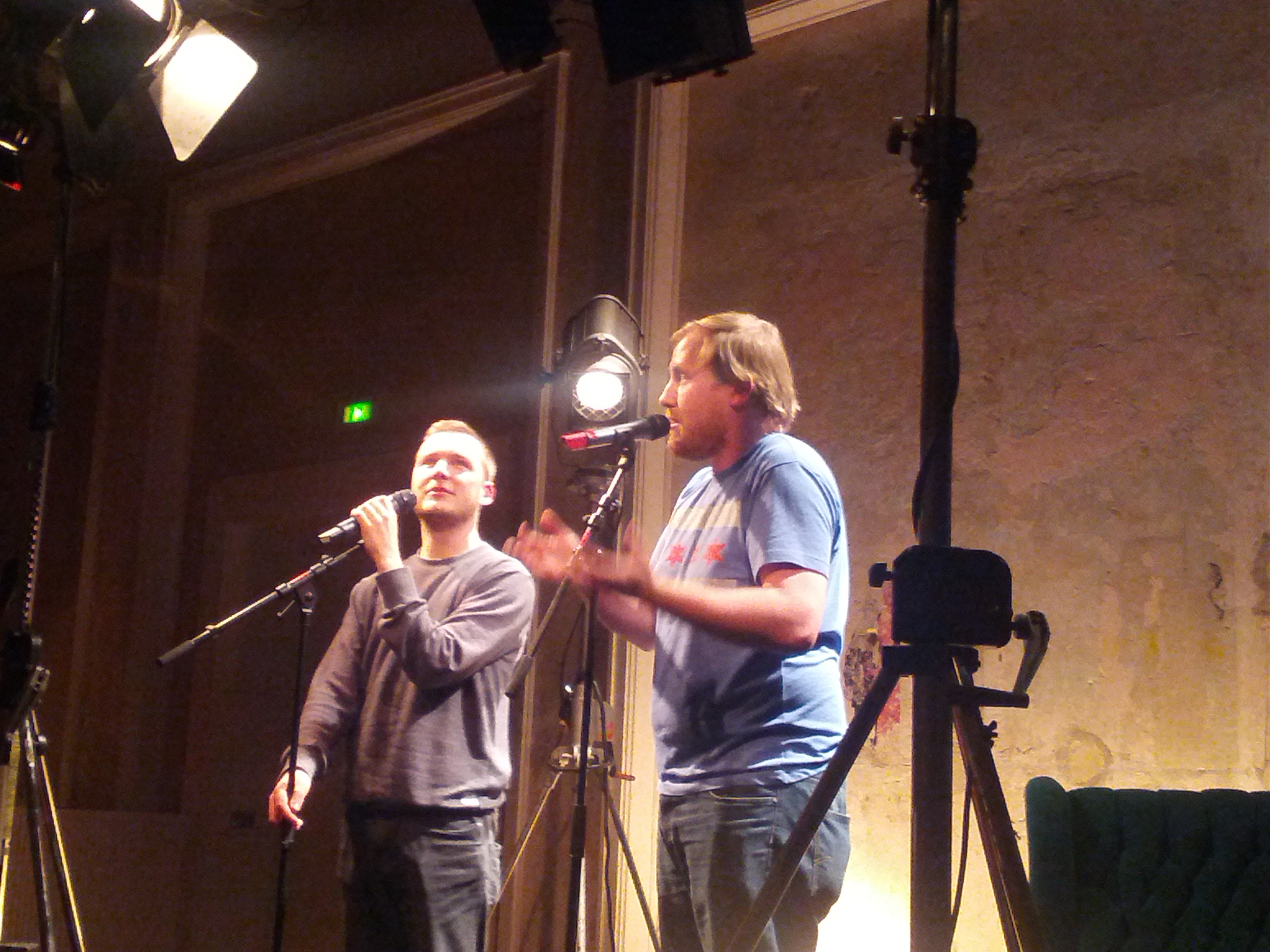
Fischer (rechts) mit André Herrmann im März 2013 als „Team Totale Zerstörung“ im Festspielhaus Hellerau.

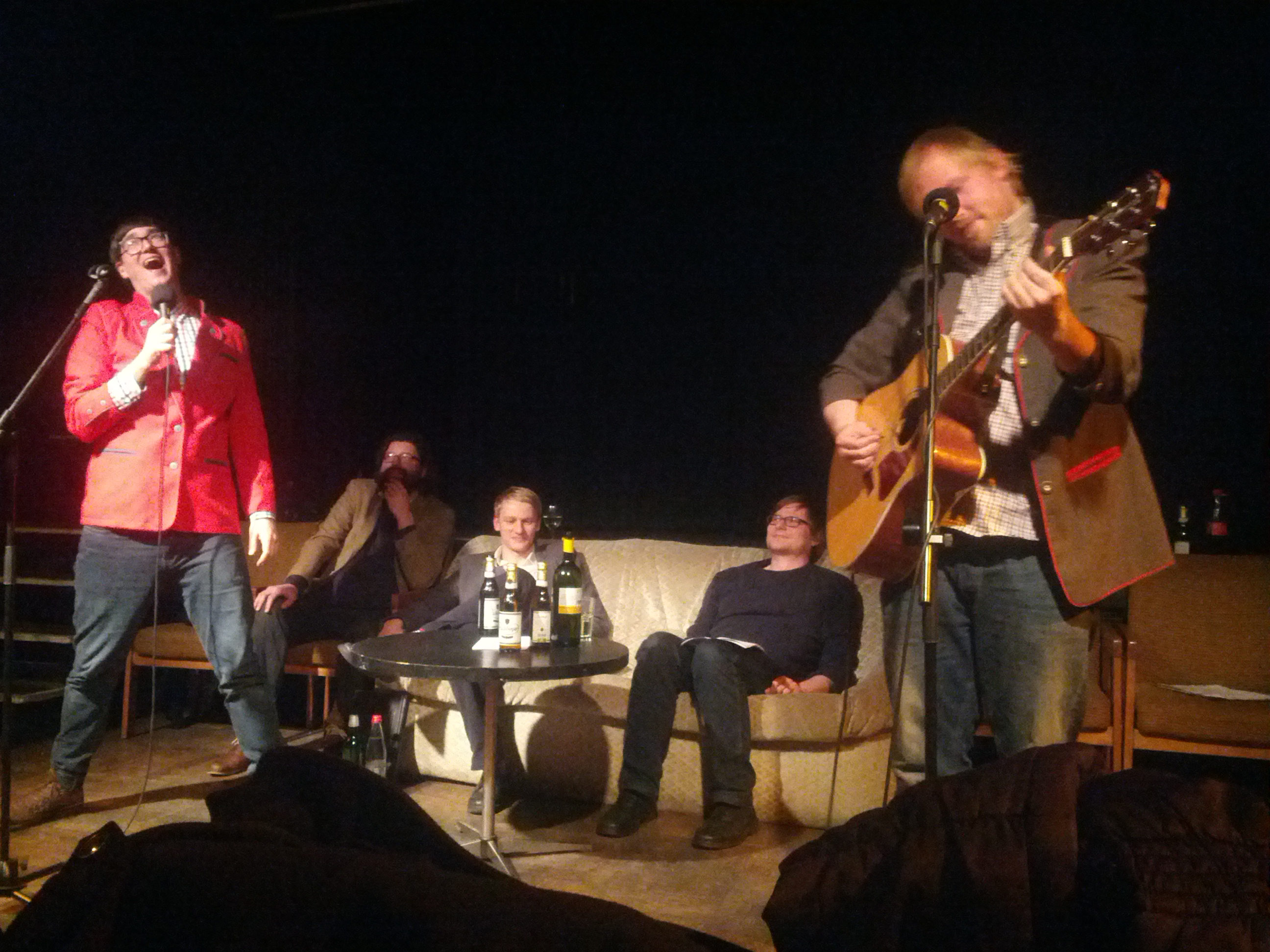
Fischer (rechts) mit Meyer als The Fuck Hornisschen Orchestra in der Scheune in Dresden 2012 (rechts im Hintergrund Michael Bittner auf dem Sofa)

Julius Fischer (* 1984 in Gera) ist ein deutscher Slam-Poet, Kabarettist, Autor und Kleinkünstler.

## Leben
In Dresden aufgewachsen studierte Fischer an der Universität Leipzig Geschichte und Germanistik.
Seit 2004 tritt er auf Poetry-Slam-Bühnen auf. Er gewann zahlreiche Slams in Deutschland, Österreich und der Schweiz und war Gast des WDR Poetry Slam und der Slam-Tour mit Kuttner. Er stand mehrfach im Finale der deutschsprachigen Meisterschaften im Poetry Slam (Im Einzel zuletzt 2009). Sein Slam-Duo Team Totale Zerstörung (mit André Herrmann) gewann 2010 in der Jahrhunderthalle Bochum den Titel des Vizemeisters, 2011 folgte der Meistertitel in der O2-World in Hamburg. Nach den Auftritten bildete sich aus dem Slam-Duo der erfolgreiche Podcast Team Totale Zerredung, der zu den erfolgreichsten Comedy-Podcasts auf Spotify gehörte, mit wöchentlichen Folgen von September 2018 bis Februar 2021. 
Seit 2006 ist Fischer Mitglied der Dresdner Lesebühne Sax Royal, 2008 war er Mitbegründer der Leipziger Lesebühne Schkeuditzer Kreuz. Seit Juni 2011 ist er zudem festes Mitglied der Berliner Lesebühne Lesedüne (u. a. mit Marc-Uwe Kling).
Zusammen mit Christian Meyer tritt er seit 2009 als The Fuck Hornisschen Orchestra auf. 2010 gewann das Duo den bronzenen Rostocker Koggenzieher, Auftritte bei NightWash und im Quatsch Comedy Club folgten. Von 2010 bis 2012 waren sie die Hausband des NDR Comedy Contests. Seit September 2014 haben sie ihre eigene Fernsehshow namens Comedy mit Karsten im Mitteldeutschen Rundfunk (MDR).
Seine Satire Die schönsten Wanderwege der Wanderhure. Kein historischer Roman. löste einen Gerichtsstreit aus, bei dem das erfolgreiche Berufungsverfahren über eine Crowdfunding-Aktion des Verlags Voland & Quist finanziert wurde. Der Verlag Droemer Knaur hatte erstinstanzlich ein Verkaufsverbot per einstweiliger Verfügung erreicht mit dem Argument, Leser könnten glauben, einen echten Band aus der Reihe Die Wanderhure von Iny Lorentz vor sich zu haben.
Seit 2023 schreibt Fischer regelmäßig eine Elternkolumne für den Spiegel.

## Veröffentlichungen
- Aspekte der Tiefe. CD. Sprechstation, Berlin 2009, ISBN 978-3-939055-12-9.
- mit Christian Meyer: vom fohlen und wäldern. CD. Sprechstation, Berlin 2009, ISBN 978-3-939055-13-6.
- mit Michael Bittner, Roman Israel, Max Rademann, Stefan Seyfarth: Sax Royal. Eine Lesebühne rechnet ab. Voland & Quist, Dresden und Leipzig  2010, ISBN 978-3-938424-49-0.
- Ich will wie meine Katze riechen. Voland & Quist, Dresden und Leipzig 2011, ISBN 978-3-938424-84-1.
- mit Christian Meyer:  The Fuck Hornisschen Orchestra: nach glanz trachten.DVD. Voland & Quist, Dresden und Leipzig 2011. ISBN 978-3-938424-87-2
- mit Marc-Uwe Kling, Sebastian Lehmann, Maik Martschinkowsky und Kolja Reichert: Über Wachen und Schlafen: Systemrelevanter Humor. Das Lesedünenbuch. Voland & Quist, Dresden und Leipzig 2012, ISBN 978-3-86391-013-6.
- Die schönsten Wanderwege der Wanderhure. Kein historischer Roman. Voland & Quist, Dresden 2013, ISBN 978-3-86391-034-1
- mit Marc-Uwe Kling, Sebastian Lehmann und Maik Martschinkowsky: Über Arbeiten und Fertigsein. Real existierender Humor. Voland & Quist, 2015, ISBN 978-3-86391-113-3.
- Ich hasse Menschen. Eine Abschweifung. Voland & Quist, Dresden 2018, ISBN 978-3-86391-196-6.
- Ich hasse Menschen 2. Voland & Quist, Dresden 2021, ISBN 978-3863912826.

## Musik
Fischer gehört zur Band Arbeitsgruppe Zukunft.